# Култура Пазърък
Пазъръкската култура (на руски Пазырыкская культура) е археологическа култура от желязната епоха (VI—III в. пр.н.е.), основните находки на предмети и артефакти от която са открити в Алтай. Носителите на тази культура са обитавали территориите на днешен Казахстан, Русия (платата Улаган и Укок), както и Монголия. Основните находки са от т.нар. погребения от Пазърък, които са поредица от скитски гробници открити в долината Пазърък на платото Укок, Русия, по склоновете на западен Алтай. Носи наименованието си от долината Пазърък, в която е разположена едноименна могила, служеща за ориентир на местните. Самото наименование в превод от алтайски и тувински език означава могилна гробница или курган.
През 1929 година в могилата Пазърък, а през периода 1947 – 1979 г. в още пет големи скитски могили-гробници са открити и изследвани дълбоко замръзнали погребални камери, където учените откриват уникални находки в добре запазено състояние: облекло, килими, каруци и мумифицирани тела. През 1949 година в Алтай, в долината на река Большой Улаган, при разкопки на погребална могила са открити мумифицираните останки на владетел и неговата съпруга. В гробницата им, за да ги съпровождат в пътуването им из отвъдното, са заровени и девет коня. Погребалния ритуал е включвал изгарянето на канабис. Откриването на мумифицираните останки на т.нар принцеса Укок през 1993 г. близо до границите на Русия с Казахстан, Китай и Монголия, е една от най-значимите руски археологическа находки на края на 20 век.